# Хоменко Артур Вікторович
Арту́р Ві́кторович Хоме́нко — молодший сержант Збройних сил України, учасник російсько-української війни.
2014 входив до лав Батальйон "Донбас".
2015- 2016 Батальйон "Донбас Україна " або 46 ОБСП Станом на березень 2017-го — поліцейський, батальйон поліції «Вінниця

## Нагороди
За особистий внесок у зміцнення обороноздатності Української держави, мужність, самовідданість і високий професіоналізм, виявлені під час виконання військового обов'язку, та з нагоди Дня Збройних Сил України нагороджений орденом «За мужність» III ступеня (2.12.2016).